# 중국공산당 혁명근거지
중국공산당 혁명근거지(중국어: 中国共产党革命根据地)는 1949년 중화인민공화국을 세워 중국 대륙을 통치하기 이전부터 당이 지배하던 여러 지역을 의미한다. 중화민국의 역사에서 중국공산당은 집권당이었던 중국 국민당과 다른 독자적인 정부를 수립하였다. 공산당은 중국 대륙의 장시성, 푸젠성, 후베이성, 후난성, 안후이성 등에 공산당 소비에트 정부를 운영하였다. 장정 이후에는 옌안 시로 근거지를 옮겨 세력을 키웠으며, 이는 1949년 중화인민공화국 수립의 원동력이 된다. 넓은 의미로 제1차 국공 내전 시기의 ‘소비에트 지역(약칭: 소구)’과 항일전쟁 시기 항일 근거지인 ‘변구’, 그리고 제2차 국공 내전 발발 이후부터 중화인민공화국 성립 직전까지 형성된 ‘해방구’까지 포함한다. ‘혁명 근거지’란 본래 20세기 혁명을 목표로 하는 중국, 베트남 등지의 반정부 무장세력이 지배하던 지역을 가리키는 말이었으나, 오늘날에는 주로 중국 공산당이 정권을 수립하기 전에 중국국민당의 지배에 맞서 점령했던 지역들을 뜻하는 데 쓰인다.
중국공산당은 창립 초기 중국국민당과 협력하였으나, 1927년 난창 봉기를 일으킨 뒤로는 소비에트 정권과 독자적인 무장 세력을 구축하기 시작했다. 이 중에서도 장시 지역의 중앙소구가 가장 중요하였다. 1931년, 공산당은 이러한 소비에트 정권의 지배 지역을 바탕으로 ‘중화소비에트공화국’을 수립하고, 이를 중화민국(국민정부)과는 별개의 국가로 선포하였다. 국민정부는 북벌을 완수한 후 공산당의 근거지에 대해 여러 차례 포위를 시도했고, 1934년 제5차 포위작전에서 큰 성과를 거두었다. 이로 인해 중국공산당 중앙은 주요 근거지였던 중앙소구를 떠나 서북쪽으로 이동하게 되었고, 1935년 10월 말에 섬서성 북부 지역에 도착하여 그곳에서 서북 혁명 근거지를 굳히고 확대해 나갔다.
이후 일본제국이 1931년 만주 사변 이후로 중국을 점차 침략하자, 그리고 1936년 시안 사건이 발생하면서 국공 양측은 전투를 멈추고 두 번째로 협력하게 된다.  중일 전쟁시기에는 중공의 근거지가 협약에 따라 ‘변구’로 불리며, 공산당이 지방 자치를 실시하되 국민정부의 관할을 받는 형태가 되었다. 그러나 1947년 제2차 국공 내전이 발발한 뒤로는, 이 변구 정부가 국민정부에 의해 불법으로 간주되었고, 공산당은 자당이 지배하거나 통제하는 지역을 ‘해방구’라 부르기 시작했다. 공산당이 전쟁에서 연전연승하면서 해방구는 점차 주요 도시와 넓은 토지로 확대되었고, 마침내 1949년 국공 내전이 거의 종결된 뒤인 10월 1일, 중국공산당은 중화인민공화국을 세웠다.

## 5·4 운동과 중국공산당의 창당

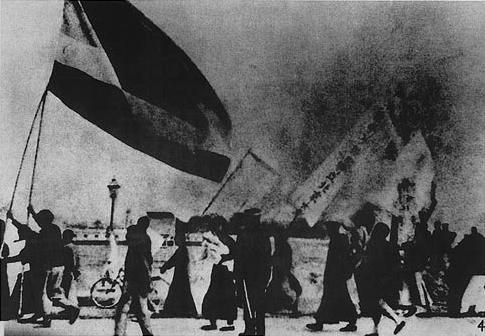
5·4 운동에 참여한 베이징 대학교 학생들

5월 4일 베이징 시에서 일본 제국과 북양 군벌의 무단 통치를 반대하는 대규모 시위가 일어났다. 이는 많은 중국인들의 민족주의 감정을 촉발하여 5·4 운동으로 발전하였다. 한편 5·4 운동은 중국 혁명의 성격을 크게 바꾸었는데, 지식인 및 엘리트 주도의 위로부터의 혁명이 아닌, 민중이 주도하는 아래로부터의 혁명이었다. 이러한 성격의 변화는 지식인들 사이에서 공산주의가 유행하게 되는 계기가 되었으며, 중국공산당의 창당으로 이어졌다. 1921년 12월, 광서 성 계림에서 레닌이 파견한 코민테른 대표 마링(Hendricus Josephus Maring)을 접견하였다.

## 제1차 국공 합작과 국공 분열
쑨원은 권력을 잃은 이후 코민테른과 손을 잡게 되는데, 이는 쑨원이 소련과의 관계를 더욱 긴밀하게 유지하도록 작용하였다. 1922년 8월 쑨원은 리다지오, 천두슈 등을 만나 공산당 조직에 대한 조언을 듣고 국민당을 공산당 조직에 따라 전면적으로 재정비했다. 이럼으로써 쑨원은 코민테른과 중국공산당의 도움을 받기로 결심하고, 공산당 인사들을 개인 자격으로 국민당에 가입하도록 조치했다. 1923년 1월에는 소련 대리인 요페와의 공동선언을 발표하여 소련과의 연합을 위한 정책적 기초를 다졌다. 1923년 쑨원과 소련 대표단은 상하이에서 중국의 통일을 위한 동맹을 맺었다. 당시 소련의 대표는 널리 알려진 코민테른의 요원이었던 미하일 보로딘이었다. 보로딘은 중국 국민당을 재편, 강화하여 소비에트 연방 공산당의 자당으로 만들고자 하였다. 코민테른은 이를 위해 다수의 요원들을 국민당에 침투시켰다.
1923년 네덜란드인 공산주의자로 코민테른에 활동하는 마링(Hendricus Josephus Maring)은 네덜란드령 동인도에서 자신이 겪었던 혁명활동 경험을 바탕으로 국민당과 장제스를 연결할 것을 코민테른에 제안하였다. 마링은 인도네시아 공산당 창건을 위해 활동하고 있었는데, 그가 보기에 중국공산당의 활동은 너무 미약하게 보였다. 실제로 당시 중국공산당의 당원은 1921년에 약 300 여명, 1925년에도 1,500 여명에 불과했었고, 반면에 국민당은 1922년 이미 50,000 여명의 당원을 확보하고 있었다. 1924년 1월, 중국 국민당 제1차 전국 대회에서 공식적으로 제1차 국공 합작이 결성되었다.

## 국공 분열과 내전의 서막
장제스가 이끄는 국민혁명군은 북벌을 시작하여, 9개월 만에 중국의 절반을 평정하였다. 이 과정에서 국민당은 좌파와 우파로 분열되었고, 공산당 역시 성장하였다. 한편, 1926년 3월 중산함 사건 이후 장제스는 소련 고문단을 해임하고 좌파 인사와 공산당원에 대한 탄압을 시작하였다. 1927년 초 국민당과 공산당은 결별하였다. 국민당 좌파는 우한에 새로운 정부를 수립하였다. 그러나 북벌을 성공적으로 종결한 장제스는 난징에 반공주의 국민정부를 구성하고 군사력을 중국공산당을 향해 돌렸고, 4·12 사건을 일으켰다. 코민테른은 상황이 이렇게 급변한 것에 경악하였으며, 중국공산당이 독자적으로 도시와 농촌에서 혁명 세력을 규합할 것을 결정하였다. 중국공산당은 국민당의 대대적인 숙청에 맞서 추수 봉기를 일으켰다. 그러나, 급조된 농민군을 바탕으로한 중국공산당의 군사는 국민당을 상대할 수 없었고 곧바로 후퇴할 수 밖에 없었다. 이 과정에서 마오쩌둥이 중국공산당의 지도자로 부상하게 되었다. 마오쩌둥은 장시성을 중심으로 해방구를 만들었다.
그러나 중국공산당은 풍전등화의 위기를 맞고 있었다. 공산당에 호의적이었던 국민당 좌파의 우한 정부가 결국 장제스에 굴복하였기 때문이다. 장제스는 중국 대륙의 통일을 선언하고, 국민 정부의 수립을 선포하였다.

## 같이 보기
- 중화민국의 역사
- 코민테른
- 중국공산당
- 중화소비에트공화국
- 중화인민공화국